# Alékos Papadópoulos
Alékos Papadópoulos (grec moderne : Αλέκος Παπαδόπουλος), né en 1949, est un homme politique grec du Mouvement socialiste panhellénique. Il est à plusieurs reprises ministre et député.